# اوتروش
اوتروش (به فرانسوی: Autruche) یک کمون در فرانسه است که در canton of Le Chesne واقع شده‌است. اوتروش ۸٫۲۴ کیلومتر مربع مساحت دارد ۱۸۶ متر بالاتر از سطح دریا واقع شده‌است.